# Z
Z (název písmene zet) je 26. (a poslední) písmeno latinské abecedy. Jde v podstatě o písmeno zéta převzaté z řeckého písma, které bylo v latině spolu s Y používáno pouze pro přepis řeckých slov. Do latinky tak byla obě písmena zařazena až dodatečně na konec abecedy. Minuskule (malá písmena) vznikly až později, proto se malé z liší od minuskulní zéty ζ.
- V kartografii a geografii písmeno z nebo Z značí v češtině západ.
- V elektrotechnice je Z označení pro impedanci.
- V češtině je z předložka.
- Ve fyzice
  - je Z druh částice – viz boson Z.
  - je z označení parametru rudého posuvu.
- V chemii je Z označení pro atomové číslo.
- V kinematografii
  - Z je název francouzsko-řeckého filmu z roku 1969.
  - Z je jméno hlavní postavy filmu Zardoz.
  - Z je jméno hlavní postavy filmu Mravenec Z.
  - Z je jméno postavy z filmu Muži v černém.
- V matematice
  - ℤ označuje množinu celých čísel.
  - z je běžné označení třetí neznámé.
  - z je běžné označení pro komplexní proměnnou.
  - z je označení třetí (prostorové) osy v kartézském souřadném systému.
- Z je mezinárodní poznávací značka Zambie.
- Z je název počítačové hry pro PC a PlayStation.
- Na registrační značce znamená Z Zlínský kraj.
- V soustavě SI
  - Z je značka předpony soustavy SI pro 1021, zetta.
  - z je značka předpony soustavy SI pro 10−21, zepto.
- Ve vojenské terminologii je Z (Zulu) označení pro časové pásmo UTC.
- Z (symbol) je symbol podpory ruské invaze na Ukrajinu roku 2022, podle invazního značení části vojenské techniky.
- Z byla zkratka pro politické hnutí Zelení.
- Akce Z bylo v komunistickém Československu označení pro neplacené práce na „zvelebování“ (například úklid a zkrášlování veřejných prostranství).